# شرانلو
شرانلو هي قرية في مقاطعة ملكان، إيران. عدد سكان هذه القرية هو 423 في سنة 2006.